# Neotrichia okopa
Neotrichia okopa är en nattsländeart som beskrevs av Ross 1939. Neotrichia okopa ingår i släktet Neotrichia och familjen smånattsländor. Inga underarter finns listade i Catalogue of Life.